# Lichtpunt
Lichtpunt was een programma van de Belgische Nederlandstalige vrijzinnige omroep Het Vrije Woord.

## Geschiedenis
De televisie-uitzendingen werden uitgezonden op zondagochtend op Eén en omstreeks 23 u op CANVAS. De thema's die in het programma aan bod kwamen werden geanalyseerd vanuit een ethische invalshoek. Tevens werder er interviews met vooraanstaande binnen- en buitenlandse filosofen, auteurs en wetenschappers uitgezonden, alsook eigen reportages, buitenlandse documentaires en speelfilms.

## Geportretteerden
2014Raymond Detrez, Martha Nussbaum, Erwin Mortier, Gerard Mortier, Marleen Temmerman en anderen.
2013Mark Elchardus, Ruddy Doom, Saskia Sassen, Ronald Commers, Eric Corijn, Marleen Temmerman.
2012Etienne Vermeersch, Karl Schlögel, Dubravka Ugrešić, Lydia De Pauw-De Veen, Mong Rosseel, Hubert Dethier, Günter Wallraff, Ronald Commers.
2011Peter Singer, Hubert Dethier, Bessel Kok, Antjie Krog, Cees Nooteboom, Mong Rosseel, Hella Haasse, Etienne Vermeersch.
2010Alain de Botton, Thierry Michel, Freddy Evers, Antjie Krog, Claudio Magris, Cees Nooteboom.